# البرتو لوپز (بازیکن فوتبال زاده ۱۹۹۵)
البرتو لوپز (انگلیسی: Alberto López؛ زادهٔ ۲۷ مهٔ ۱۹۹۵) بازیکن فوتبال اهل اسپانیا است.
از باشگاه‌هایی که در آن بازی کرده‌است می‌توان به باشگاه فوتبال رئال مورسیا اشاره کرد.